# Stubenberg (Steiermark)
Stubenberg (inoffiziell auch Stubenberg am See) ist eine Gemeinde in der Oststeiermark (Österreich), die im oberen Feistritztal unterhalb des Kulms liegt. Sie hat 2224 Einwohner (Stand 1. Jänner 2025) und gehört zum Gerichtsbezirk Fürstenfeld sowie zum politischen Bezirk Hartberg-Fürstenfeld.
Der im 12. Jahrhundert entstandene Ort ist bekannt für das Bundessportzentrum Schloss Schielleiten sowie den 1971 fertiggestellten Stubenbergsee, der als Naherholungsgebiet für Graz und Wien genutzt wird. Touristisch ist Stubenberg eine Station der Schlösserstraße (Schloss Stubenberg, Schloss Herberstein mit Zoo Tierwelt Herberstein, Altschielleiten, Burg Neuhaus) sowie der Steirischen Weinstraße. Es gehört zur Kleinregion „Herzland–Herberstein–Stubenbergsee“.

## Geografie
Stubenberg liegt im Tal der Feistritz in den südöstlichen Ausläufern der Fischbacher Alpen am Fuße seines Hausberges, des Kulms (975 m ü. A.). Das Gemeindegebiet liegt auf einer Seehöhe von 386 bis 1282 m ü. A. Stubenberg liegt im Stubenberger Becken, das eine Länge von zwei Kilometern und eine Breite von einem Kilometer aufweist, und in nord-südlicher Richtung ausgelegt ist. Im Westen wird es vom Kulm (975 m), im Norden vom Rabenwald (1280 m), im Osten von tertiären Riedeln und im Süden vom Buchberg (532 m) begrenzt. Nicht weniger als sieben Bäche fließen hier zusammen: Mühlbach, Zinkbach, Zeilbach, Schmidbach, Rossbach, Mühlbach und die Feistritz.

### Gemeindegliederung
Das Gemeindegebiet setzt sich aus fünf Katastralgemeinden bzw. gleichnamigen Ortschaften zusammen (Bevölkerung am 1. Jänner 2025 nach Ortschaften; Fläche Stand 31. Dezember 2023):
- Buchberg (452,3 ha), Buchberg bei Herberstein (191 Einwohner) mit Herberstein, Hüttenbüchel und Kagl
- Freienberg (544,88 ha, 262 Ew.) mit Auerberg, Freienbergdörfl, Kulm und Sonnleiten
- Stubenberg (790,82 ha), Stubenberg am See (633 Ew.) mit Ebene, Eck, Hausberg, Klamm, Rubland, Schmiedviertel, Schwemmbauer und  Winkelhöf
- Vockenberg (629,71 ha, 408 Ew.)
- Zeil-Stubenberg (840,97 ha), Zeil bei Stubenberg (730 Ew.) mit Birkensiedlung und Mittelzeilsiedlung

### Nachbargemeinden
| Floing (WZ)        |                                             | Pöllau |
| Puch bei Weiz (WZ) | Kompassrose, die auf Nachbargemeinden zeigt |        |
|                    | Feistritztal                                | Hartl  |

### Geologie
Das in N-S-Richtung liegende Stubenberger Becken mit einer Länge von 2 km und einer Breite von 1 km wird im Westen vom Kulm, im Norden vom Rabenwald und im Süden vom Buchberg begrenzt.
Der 1986 aufgelassene „Granitsteinbruch Stubenberg“ in der Freienberger Klamm, in dem schon vor 1821 Granit gebrochen wurde, gilt als Fundort der Mineralien Korund, Spinell, Zoisit und Baddeleyit.

### Klima
Die Gemeinde befindet sich in der gemäßigten Klimazone. Durch seine Lage südöstlich der Alpen ist Stubenberg von den vorherrschenden Westwinden, die Wetterfronten vom Nordatlantik nach Nordwest- und Mitteleuropa bringen, weitgehend abgeschirmt. Stubenberg liegt am Rande des pannonischen Klimas und wird dem Alpinen Vorlandklima (S. Morawetz) zugeordnet, wobei Stubenberg selbst ein Berginselklima mit kurzen relativ milden Wintern aufweisen soll. Die Hagelhäufigkeit liegt bei 240 Hagelfällen in 100 Jahren (zum Vergleich: am Schöckl 480 Hagefälle in 100 Jahren).
Die durchschnittliche Jahrestemperatur beträgt 7,8 °C und die mittlere jährliche Niederschlagsmenge 844 Millimeter. Der wärmste Monat ist der Juli mit durchschnittlich 17,9 °C und der kälteste der Januar mit −3,2 °C im Mittel. Der meiste Niederschlag fällt im Monat Juli mit 117 Millimeter im Durchschnitt, der wenigste im Januar mit 34 Millimeter im Mittel.
|                        | Jan  | Feb  | Mär  | Apr  | Mai  | Jun  | Jul  | Aug  | Sep  | Okt  | Nov  | Dez  |   |      |
| Mittl. Temperatur (°C) | −3,2 | −1,1 | 3,1  | 7,9  | 12,8 | 16,2 | 17,9 | 17,2 | 13,4 | 8,2  | 2,6  | −1,5 | ⌀ | 7,8  |
| Mittl. Tagesmax. (°C)  | 0,3  | 0,3  | 8,1  | 13,4 | 18,5 | 21,8 | 23,9 | 23,1 | 19,0 | 13,1 | 6,0  | 1,5  | ⌀ | 12,5 |
| Mittl. Tagesmin. (°C)  | −6,7 | −5,2 | −1,8 | 2,4  | 7,2  | 10,6 | 11,9 | 11,4 | 7,8  | 3,3  | −0,8 | −4,5 | ⌀ | 3    |
|                        |      |      |      |      |      |      |      |      |      |      |      |      |   |      |
| Niederschlag (mm)      | 34   | 38   | 50   | 56   | 89   | 113  | 117  | 104  | 76   | 60   | 61   | 46   | Σ | 844  |

| −6,7 |

| −5,2 |

| −1,8 |

| 2,4 |

| 7,2 |

| 10,6 |

| 11,9 |

| 11,4 |

| 7,8 |

| 3,3 |

| −0,8 |

| −4,5 |

| −6,7 |

| −5,2 |

| −1,8 |

| 2,4 |

| 7,2 |

| 10,6 |

| 11,9 |

| 11,4 |

| 7,8 |

| 3,3 |

| −0,8 |

| −4,5 |

### Flora und Fauna
An den nordwärts geneigten Hängen dehnen sich größere Laubmischwälder und Fichtenforste aus, während in den Südlagen auf flachgründigen Böden über Gneis überwiegen Föhren-Stieleichenwälder verbreitet sind, in denen regelmäßig die Edelkastanie (Castanea sativa) anzutreffen ist.
Für eine Edelkastanie mit neun Meter Stammumfang wird ein Alter von 1200 Jahren angegeben.

## Geschichte

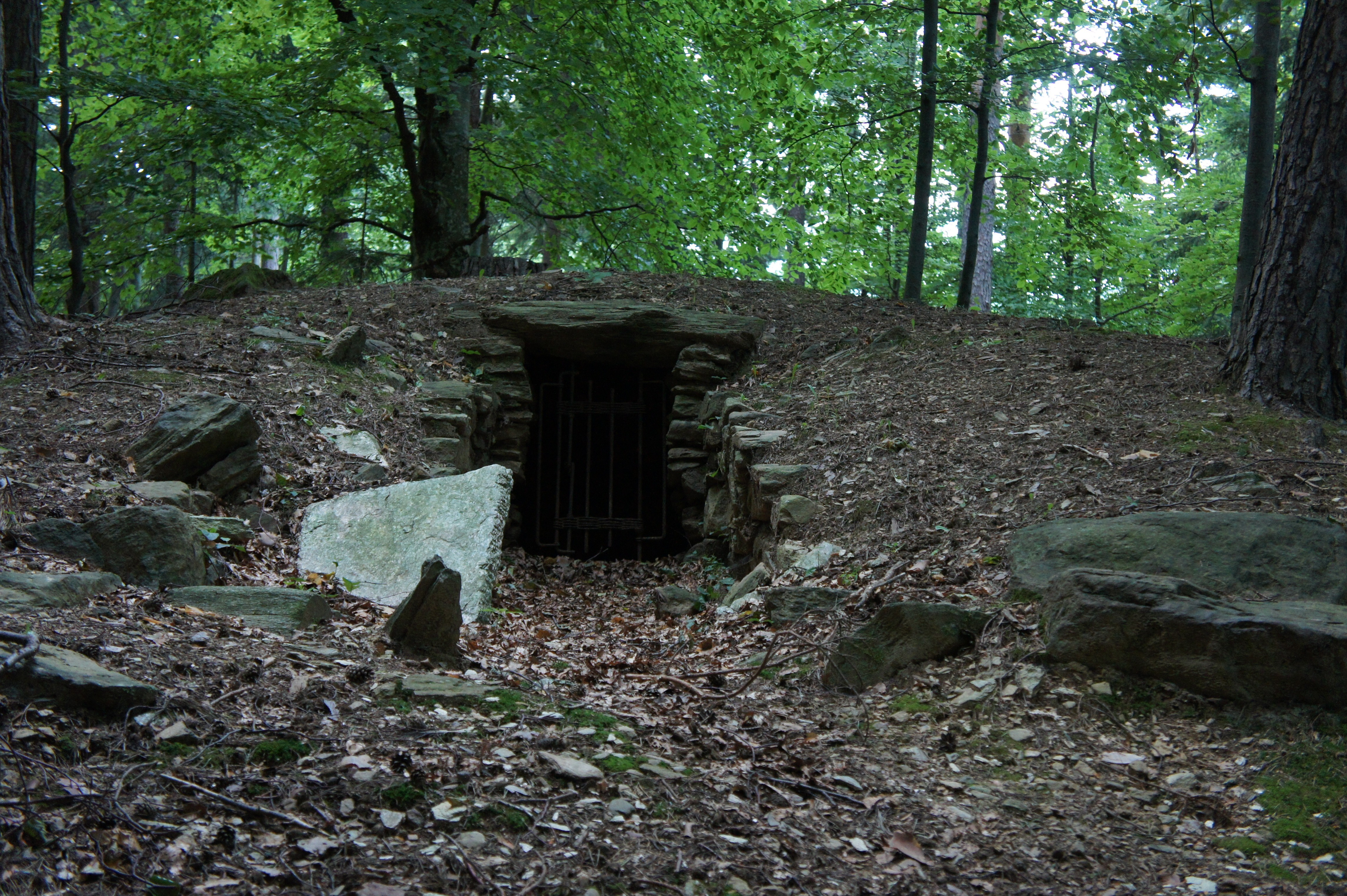
Römerzeitliche Grabhügel, 2012

### Vor- und Frühgeschichte
Antike Spuren sind bisher nur wenige bekannt, vor allem Römersteine aus Freienberg, beim Bachbauer, in Schloss Herberstein und an der benachbarten Pfarrkirche St. Johann bei Herberstein. Ein Römerstein aus dem Pfarrhof Stubenberg mit der Darstellung „Leda mit Schwan“ befindet sich heute im Lapidarium Graz-Eggenberg. Auf dem Gebiet Stubenbergs wurden in jüngerer Zeit römische Grabhügel freigelegt.

### Mittelalterliche Geschichte
Otto von Stubenberg ließ um 1160 eine Burg auf dem Kögerl über Stubenberg errichten. Er stammte aus der Grafschaft Pitten. Sein Vater war Wulfing von Prosset (auch Wuluinch de Brozzeth) aus der Gegend der Prosset-Schlucht bzw. der Neuen Welt westlich von Wiener Neustadt. Das „Castrum Prozath“ wird in der aktuellen Forschung auf dem Gebiet der heutigen Schafflersiedlung in Winzendorf am Rande des Steinfelds lokalisiert. Ottos zweiter Sohn Ulrich fiel als Teilnehmer des Kreuzzugs von Damiette im Jahr 1218 bei Damiette.
Ein Otto Capellanus de Stubenberch wird erstmals im Jahr 1217 in der Liste der Zeugen einer Stubenberger Urkunde erwähnt.
Als Maßnahme gegen den Aufstand 1269 ließ Ottokar II. Přemysl die Burg Stubenberg zusammen mit zahlreichen anderen Burgen in der Steiermark zerstören.
Für das Jahr 1396 werden 42 Bauern im Bereich der Gemeinde Stubenberg namentlich aufgeführt.
Im Rahmen der Baumkircher Fehde wurden Stubenberg und Haßbach im Jahr 1470 von kaiserlichen Truppen erstürmt und im Jahr 1474 geschliffen.

### Neuere Geschichte

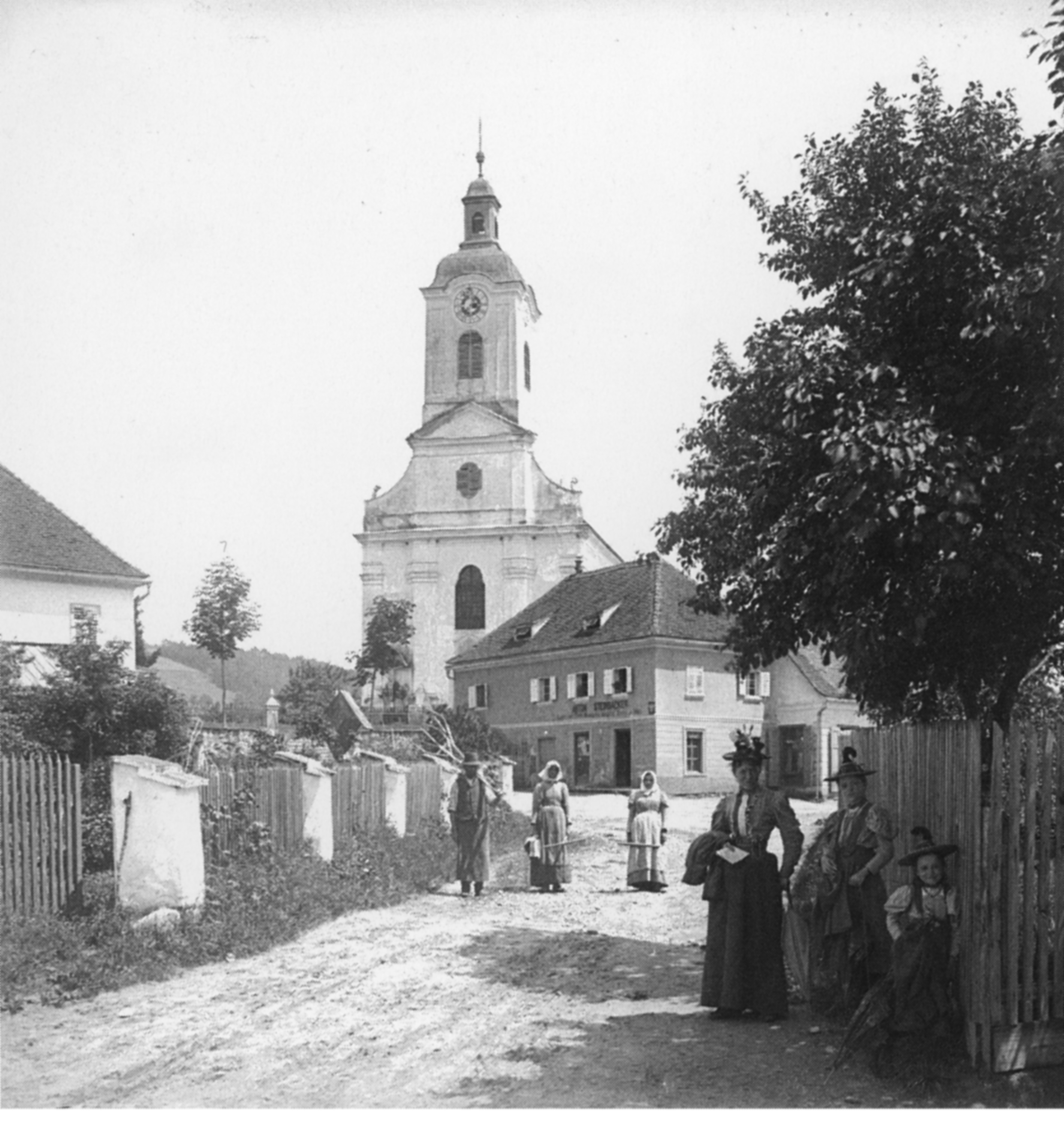
Straßenszene vor der Pfarrkirche, 1898

Am 25. Juni 1893 wurde unter der Leitung des Oberlehrer Johann Gartler die Freiwillige Feuerwehr Stubenberg gegründet.
Mit Gründung der Feistritzwerke im Jahr 1905 begann die Einrichtung eines Kraftwerkes in der Stubenbergklamm und der systematische Ausbau der Stromversorgung im Ort.
Die Einwohnerzahl für 1934 wird mit 549 und für 1939 mit 523 Einwohnern angegeben.
Während der Zeit des Nationalsozialismus wurde das Schloss Schielleiten in Stubenberg als Gauschule (Sport) verwendet.
Am 26. Juni 1940 müssen in Stubenberg SS, NSRKB, Hitlerjugend und BDM vor dem Ortsgruppenleiter Johann Postl Sprechchöre aufsagen.
Am 1. November 1944 warfen zwischen 12 und 13 Uhr aus Richtung Pöllau kommende, in einen Luftkampf mit deutschen Jägern verwickelte Flugzeuge auf Zeil-Stubenberg 31 mittelschwere Bomben. Dabei werden drei Gebäude schwer, drei mittelschwer und drei leicht beschädigt. Am 20. März 1945 wurden zwischen 15 und 16 Uhr aus einer amerikanischen Staffel mit fünf Bombern, die aus Richtung Rabenwald-Pöllau anflog, zwei mittelschwere Bomben auf Stubenberg geworfen. Es entstand leichter Gebäude- und umfangreicher Glas- und Dachschaden an einigen Objekten.
Im Jahr 1971 wurde der See in Stubenberg eröffnet. Der 40 ha große See, der sich von Norden nach Süden über etwa 1000 m und von Westen nach Osten über etwa 420 m erstreckt, wurde zwischen 1968 und 1971 angelegt und durch das Wasser der Feistritz gespeist.
Vom 7. bis 9. November 1977 fand im Parkhotel in Stubenberg am See ein internationales Symposium zum „Gesundheitswesen im ländlichen Raum“ statt.
Vom 10. bis 13. Oktober 1985 fand die 16. Tierärztetagung in Stubenberg am See statt.
Vom 3. Mai bis 26. Oktober 1986 fand in Schloß Herberstein bei Stubenberg die Landesausstellung „Die Steiermark: Brücke und Bollwerk“ statt.
Im Jahr 2003 stürzte der FPÖ-Politiker Norbert Hofer mit einem Paragleiter in Stubenberg am See in der Steiermark ab und zog sich schwere Wirbelsäulenverletzungen zu.
Vom 15. bis 18. Mai 2017 fand in Stubenberg das Seminar „Bauunternehmensführung“ statt.
Am 24. Oktober 2019 wurde eine der größten Infrastrukturmaßnahmen der letzten Jahre in Stubenberg begonnen. Bis 2025 werden für 4,2 Mio. Euro über 100 km Glasfaserkabel auf dem Gemeindegebiet verlegt.
Im Frühjahr 2021 geriet Stubenberg im Rahmen der Covid-19-Pandemie in die österreichweiten Schlagzeilen, weil sich der Bürgermeister Alexander Allmer (ÖVP) entgegen den vom Gesundheitsministerium vorgegebenen Prioritätenreihungen hatte impfen lassen, worüber sich Regierungsmitglieder empört zeigten.
Im Herbst 2021 wurde ein großer Teil des Stubenbergsees wegen Bauarbeiten abgestaut.

### Bevölkerungsentwicklung
Die Bevölkerungszahl von Stubenberg lag in den vergangenen hundert Jahren im Bereich von etwa 2100 Einwohnern.

### Religionsgemeinschaften
Die überwiegende Mehrheit (95,4 %) der Einwohner sind Mitglieder der katholischen Kirche; 0,8 % gehören dem Protestantismus an und etwa 0,4 % werden dem Islam zugerechnet. 2,1 % der Einwohner gehören keiner religiösen Gruppe an. Die römisch-katholische Pfarrkirche Stubenberg am See gehört zum Dekanat Gleisdorf in der Diözese Graz-Seckau.

## Kultur und Sehenswürdigkeiten

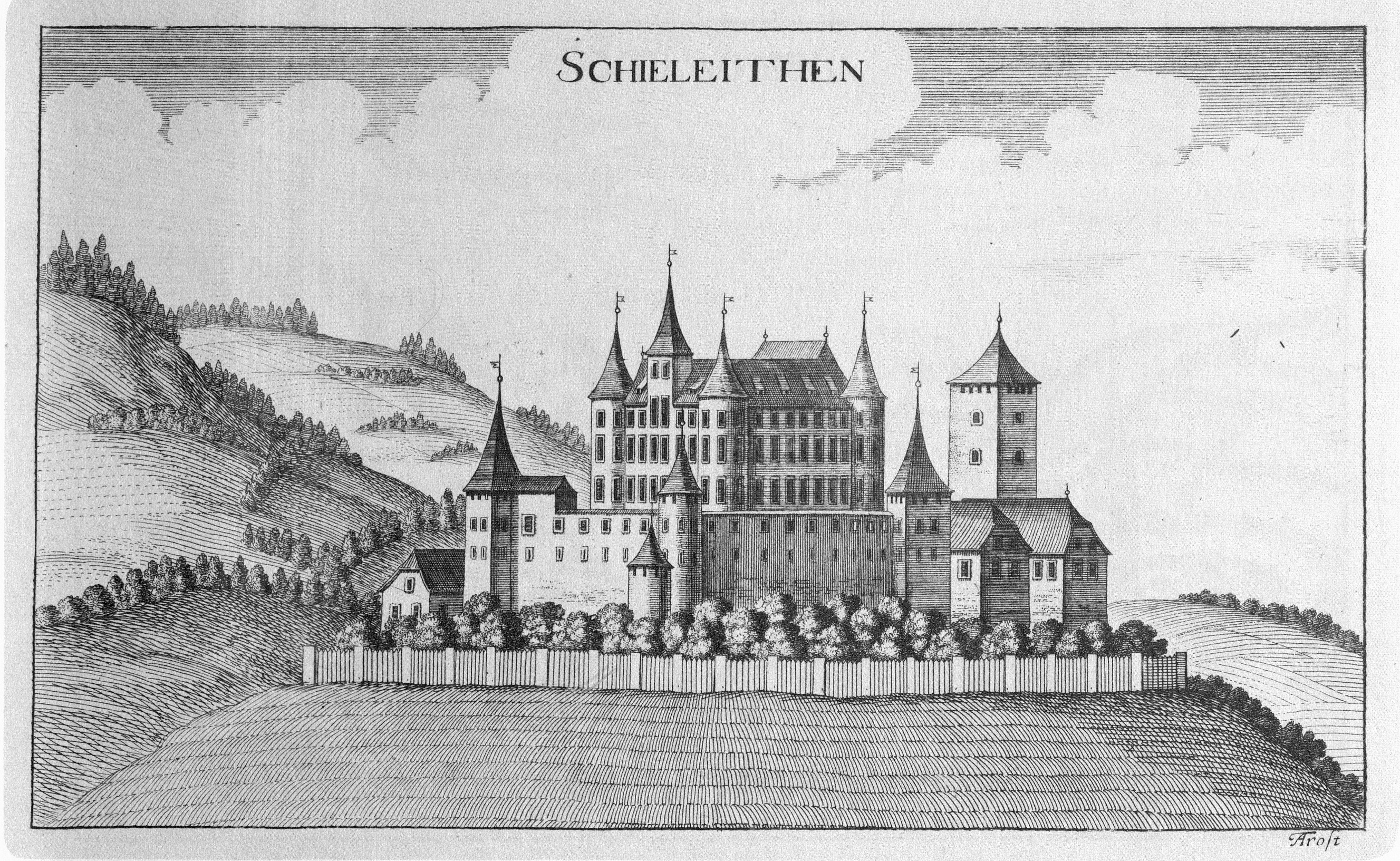
Schielleiten 1681
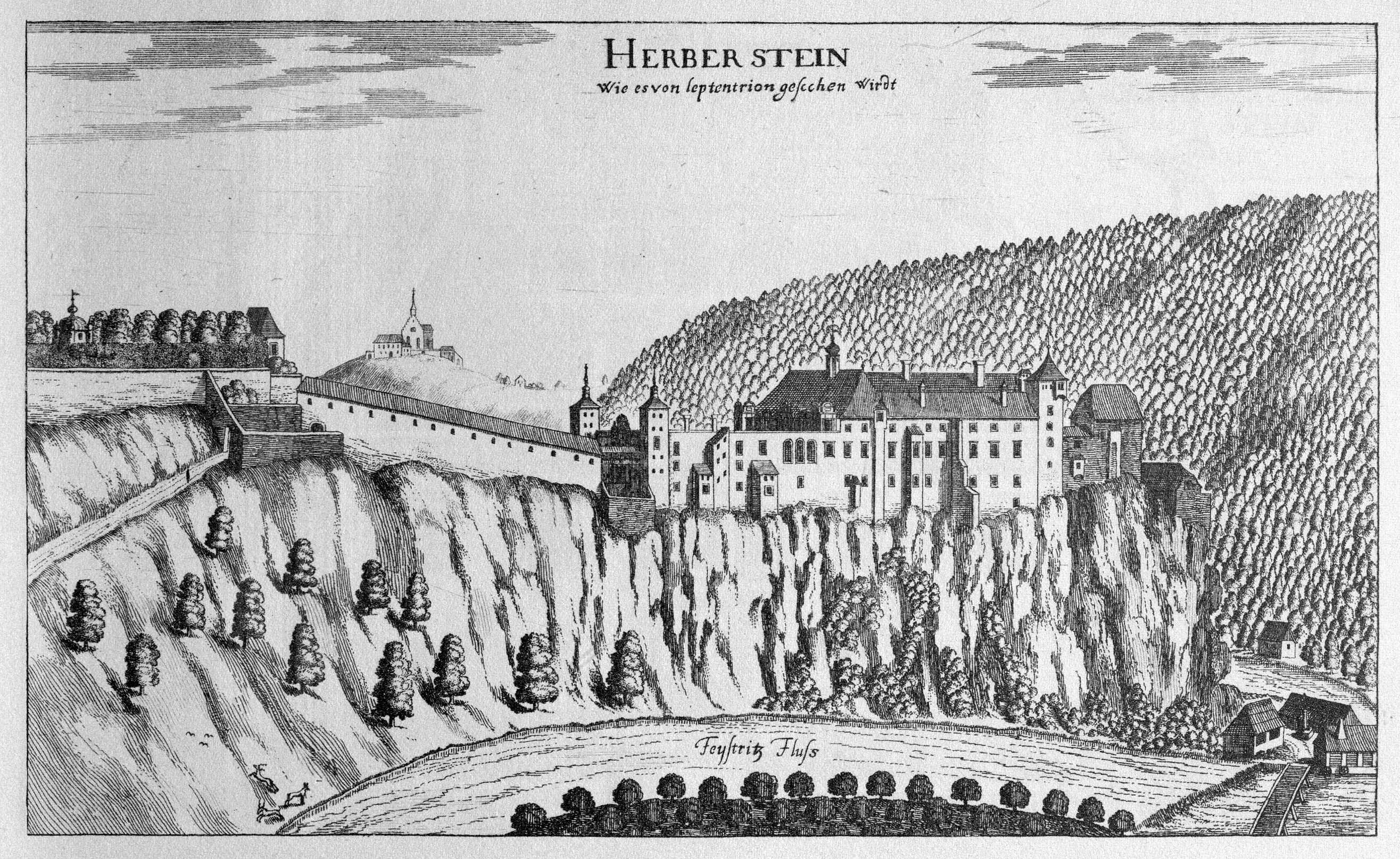
Herberstein 1681
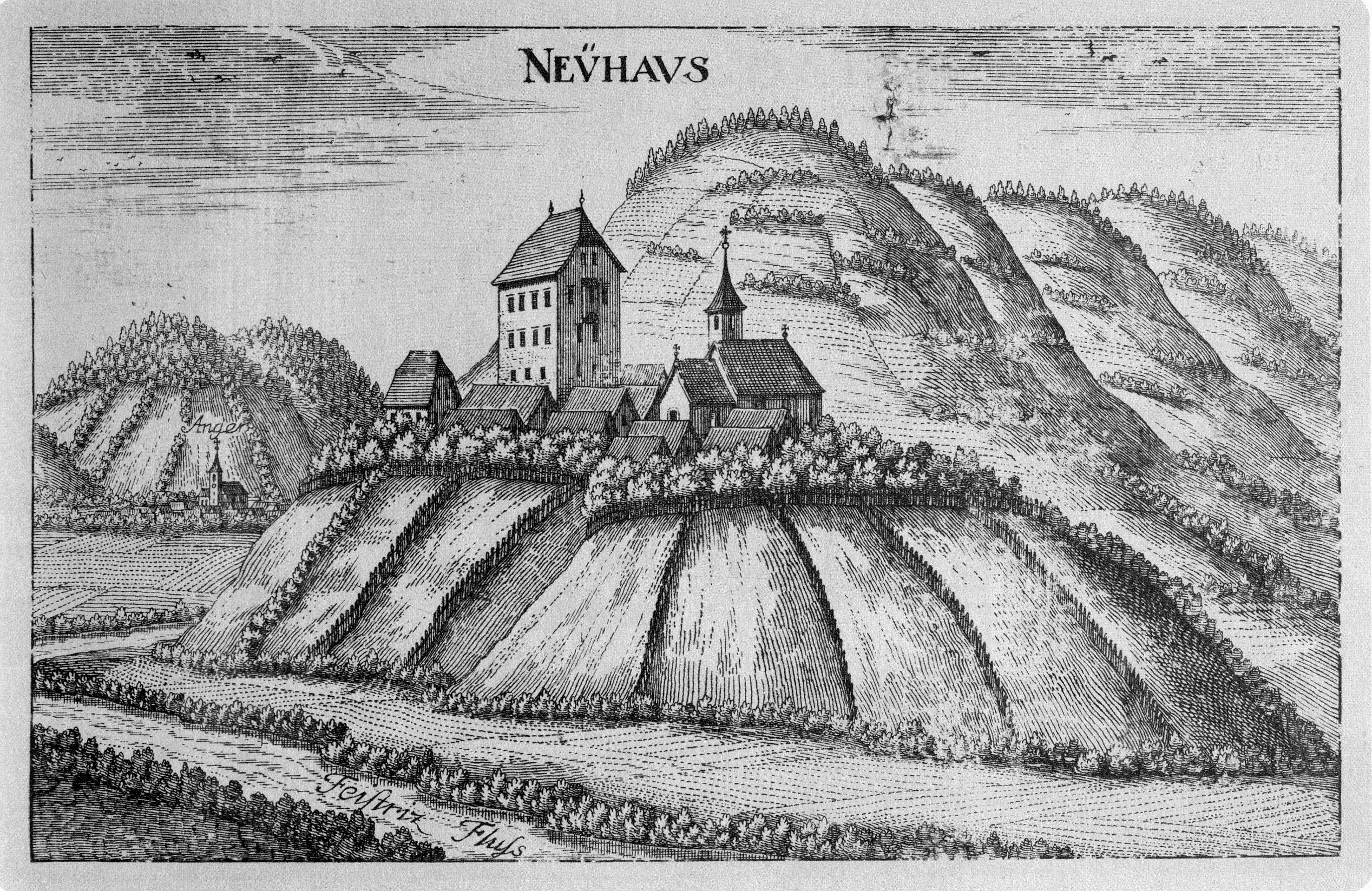
Neuhaus 1681

Stubenberg am See liegt an der steirischen Schlösserstraße und nah der steirischen Apfelstraße.

### Bauwerke

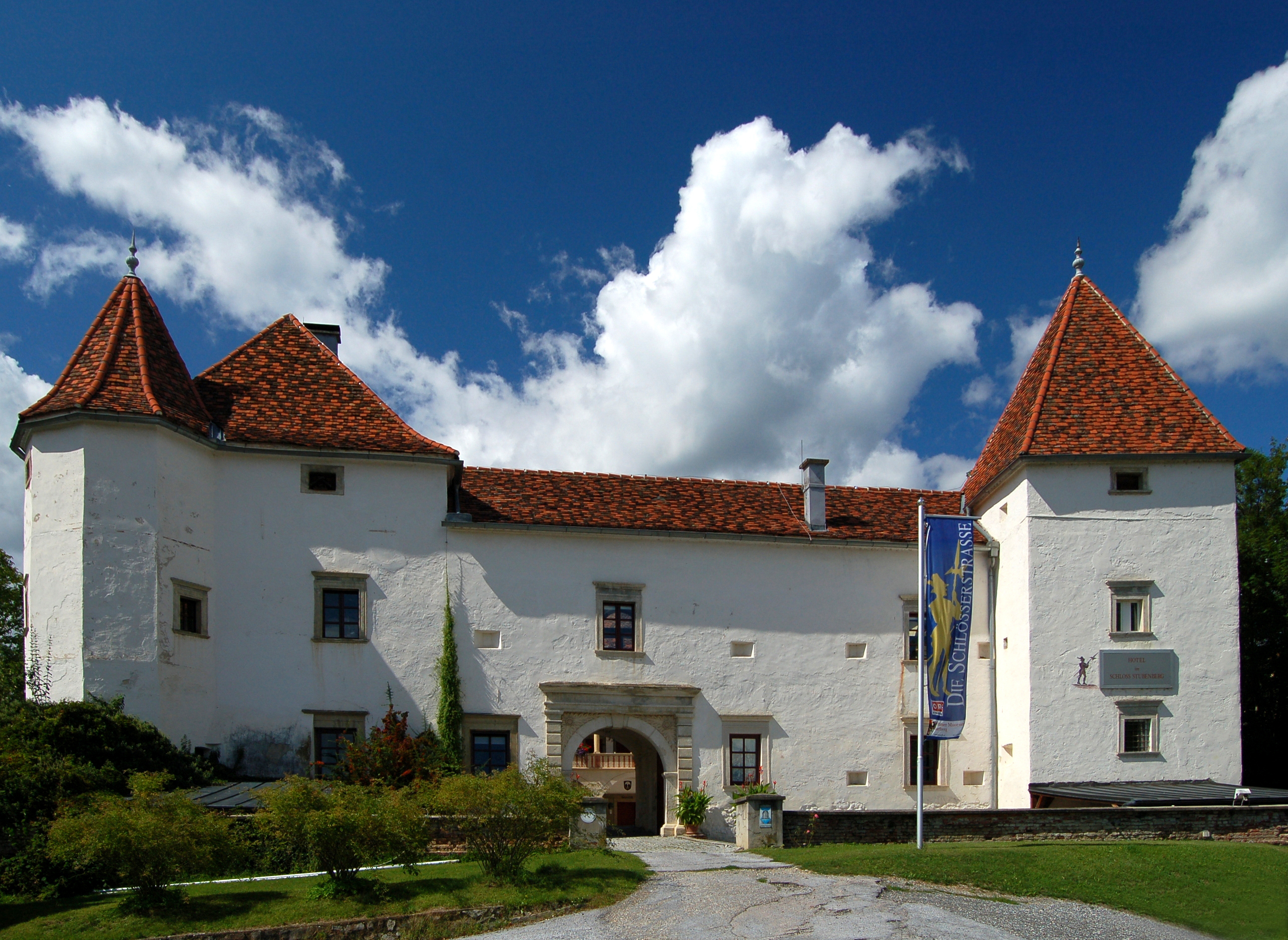
Schloss Stubenberg, 2010

Das Schloss Stubenberg wurde im 16. Jahrhundert auf Fundamenten eines Meierhofes aus dem 13. Jahrhundert errichtet. Zunächst den Herren von Stubenberg gehörend, kam es 1632 in den Besitz der Herbersteiner und im 19. Jahrhundert der Grafen Wurmbrand. Henriette Gräfin von Wurmbrand-Stuppach stiftete 1926 ein Kloster der Franziskanerinnen-Missionarinnen-Mariens, welches bis 1979 bestand. Die Anlage beherbergt seit 2001 ein Schlosshotel sowie eine Taverne und dient seit 1981 als Kulturveranstaltungsort.

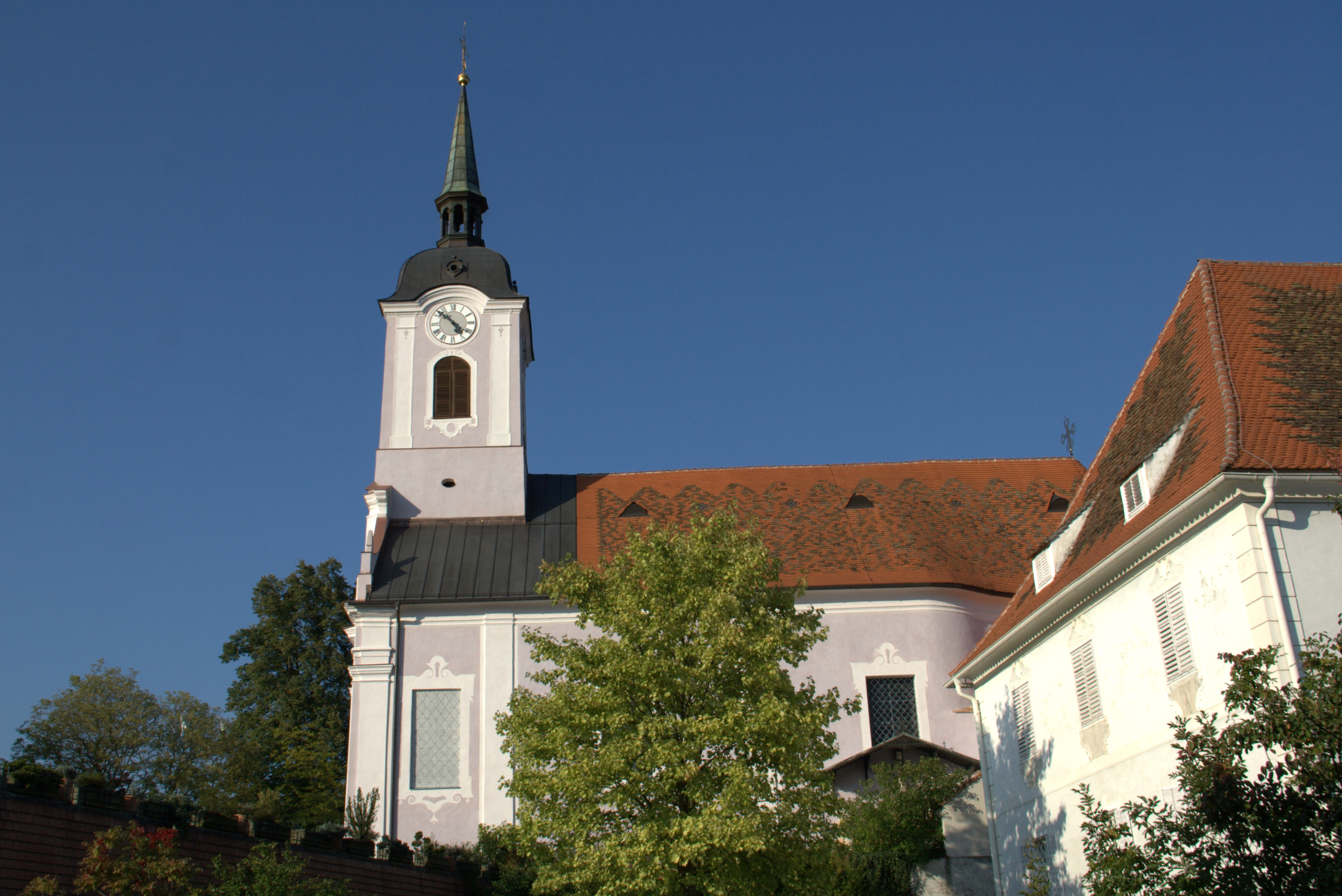
Pfarrkirche hl. Nikolaus in Stubenberg, 2011

Die 1217 erstmals urkundlich genannte Pfarrkirche hl. Nikolaus wurde von 1760 bis 1766 unter dem Baumeister Josef Hueber neu erbaut und 1972 im Inneren restauriert. Das Epitaph für Hans Jerg Steinpeiß zu Eichberg, gestorben 1591, wurde vom Grazer Stuckateur Vinzenz Cumini († 1617) gestaltet. Das Altarbild stammt vom barocken Monumentalmaler Johann Cyriak Hackhofer (1675–1731). Im Jahr 1960/61 wurde vom Bildhauer Alfred Schlosser (1929–2023) eine Statue des hl. Nikolaus aufgestellt.
Die Burg Altschielleiten wurde im späten 13. Jahrhundert von der Familie Stubenberg erbaut und an die Herren von Schielleiten (seit 1328 erwähnt, um 1400 ausgestorben) verlehnt. Von 1400 bis 1629 an die Familie Rindschaid (Rindschait) verlehnt, war die Burg von 1629 bis 1694 Eigentum der Grafen Saurau. Von 1694 bis 1906 besaßen die Grafen Wurmbrand-Stuppach die Anlage und errichteten ab 1730 am Fuße der Burg das neue Schloss Schielleiten. Mit dessen Fertigstellung wurde die Burg aufgegeben und um 1813 bereits als Ruine beschrieben. Im 20. Jahrhundert lange Veranstaltungsort des Burgfestes im Sommer, ist die Anlage heute Privatbesitz und kann nicht besichtigt werden.
Das barocke Schloss Schielleiten wurde zwischen 1720 und 1730 von den Grafen Wurmbrand-Stuppach erbaut, die sich jedoch beim Bau finanziell übernahmen, weshalb nur der Mittelrisalit, die beiden Flügel und der Westrisalit fertiggestellt wurden. Nach verschiedenen Besitzerwechseln ab 1906 wurde die Anlage um 1935 an die Republik Österreich verkauft. Die Besitzungen wurden der Österreichischen Turn- und Sportfront übergeben. Seit 1947 dient die 43 Hektar große Anlage, die ab 1960 ausgebaut wurde, als Bundessport- und Freizeitzentrum Schielleiten. Sie war wiederholt Austragungsort von Heißluftballon-Europa- und Weltmeisterschaften.

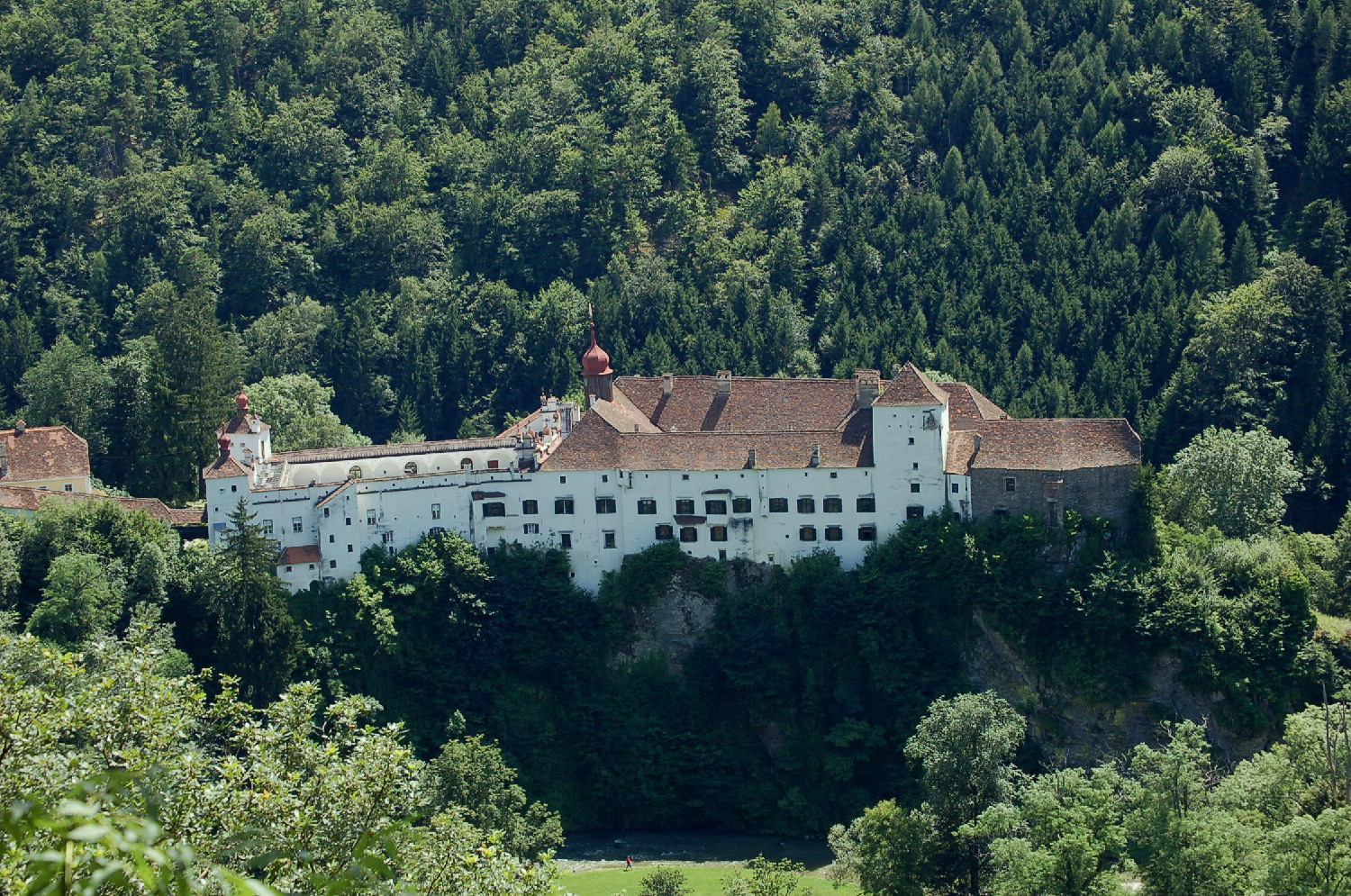
Schloss Herberstein, 2006

Die ältesten Bauteile von Schloss Herberstein stammen vom Ende des 13. Jahrhunderts und wurden ab 1400 um eine mächtige Vorburg erweitert, die im 15. Jahrhundert mehrere Erweiterungen erfuhr und ab Mitte des 16. Jahrhunderts mit Renaissance-Elementen umgestaltet wurde und im 17. Jahrhundert durch einen prunkvollen Rittersaal sowie einen Florentinerhof erweitert. Im 17. und 18. Jahrhundert gehörte rund ein Fünftel der Steiermark zur Herrschaft der Herbersteiner Grafen. Die heute im Besitz der Familie Herberstein befindliche Anlage kann im Rahmen von Führungen teilweise besichtigt werden.
Die Mitte des 14. Jahrhunderts erbaute Burg Neuhaus wurde von den Stubenbergern an verschiedene Familien als Lehen ausgegeben. Nach einem Brand 1541, bei dem auch das Archiv vernichtet wurde, ließ Sigmund Drachsler die Anlage wieder aufbauen. Aufgrund eines Blitzschlages um 1800 wurde die Burg fast völlig zerstört und zerfiel. Erst 1982 erwarb die Familie Vetter von der Lilie die Ruine und arbeitet seither an einer Rekonstruktion. Der dritte Stock des Palas ist durch Ferienwohnungen erschlossen.

### Museen
Das Schaukraftwerk Stubenberg an der Feistritz ist Teil des 1905 errichteten Kraftwerk Stubenbergklamm, das 2015 komplett erneuert wurde. Die zwei Francis-Turbinen des Ausleitungskraftwerk arbeiten mit einem Ausbaudurchfluss von 6,5 m³/s und einer Fallhöhe von 23 m und erzeugen eine Leistung von 6.950.000 kWh.
- Gironcoli Museum[34]

### Natur

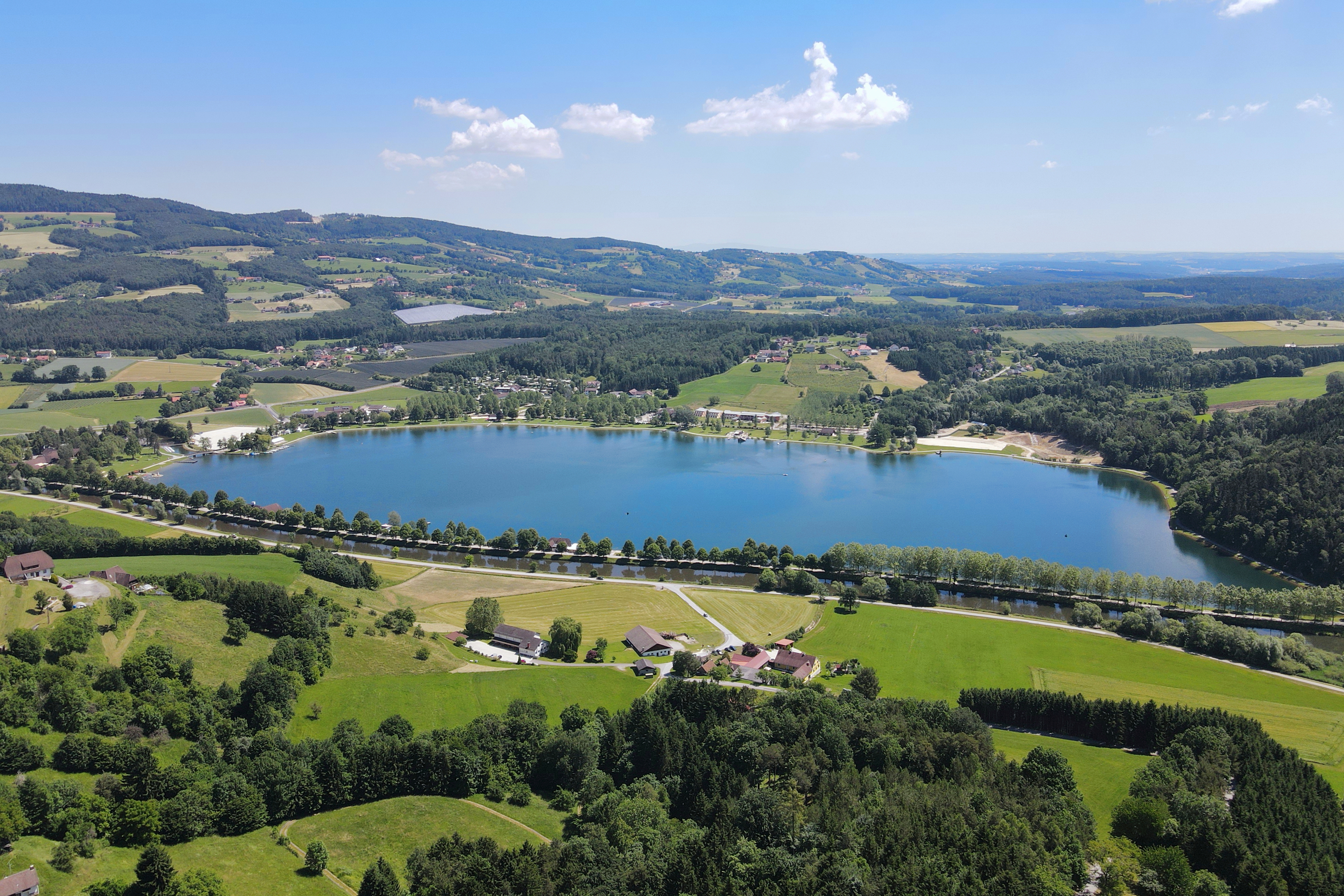
Stubenbergsee, 2021

Der Stubenbergsee ist ein künstlich angelegter See, der von Norden nach Süden etwa 1000 m lang und von Westen nach Osten etwa 420 m breit ist. Der bis zu 8 m tiefe See, dem durch die Feistritz Frischwasser zugeführt wird, hat sich in den letzten Jahren verstärkt aufgewärmt, weshalb ihm ein Kühlsystem installiert wurde. Die am Bau des Sees beteiligte Bauherren (Gemeinde Stubenberg unter Bürgermeister Peter Höfler und die Fachabteilung Wasserbau der Landesregierung) sowie die planungsbeauftragte Fachabteilung Wasserbau der Steiermärkischen Landesregierung wurden mit dem Österreichischen Bauherrenpreis 1971 ausgezeichnet.
Der Tier- und Naturpark Tierwelt Herberstein beim Schloss Herberstein ist ein 45 Hektar großer Zoo mit 83 Tierarten bei 722 Individuen (Stand: 2015). Bereits im 17. Jahrhundert wurden hier erstmals in Österreich Damhirsche gehalten. In Zusammenhang mit der Causa Herberstein, bei der missbräuchlich Landesfördermittel an den Tierpark Herberstein verwendet wurden, wird der Park seit 2006 von der Steirischen Landestiergarten GmbH verwaltet. Im Jahr 2014 wurde der Siamang-Affen-Brunnen des Künstlers Peter Troißinger aufgestellt.
Der markante Rabenwaldkogel ist mit einer Seehöhe von 1280 m ü. A. die höchste Erhebung des Jogllands im Oststeirischen Hügelland. Hier werden Talk und Leukophyllit im Tagebau abgebaut. Er dominiert das Stubenberger Becken und geht im Süden in die oststeirische Riedellandschaft über.
Die vier Kilometer lange, von der Feistritz durchflossenen, Stubenbergklamm endet am Ortsende von Stubenberg. Mitte des 14. Jahrhunderts wurde die Burg Neuhaus oberhalb des Klammausganges errichtet. Die am weitesten sichtbare Landmarke der Klamm ist die markante „Geierwand“.
Der Kulm bildet als Stubenberger Hausberg mit 976 m ü. A. die nördliche Begrenzung der Gemeinde. Die markante kegelförmige Form des Bergs führte zu seiner urslawischen Bezeichnung *chlm. Zahlreiche archäologische Funde zeigen, dass er bereits in der Kupfersteinzeit, in der Urnenfelderkultur und während der Spätlatènezeit besiedelt wurde. Im Freilichtmuseum Kulm-Keltendorf in der Nachbargemeinde Puch bei Weiz werden Lebensweise und Wohnsituation der Kelten dargestellt. Der Kulm ist einer von sechs Standorten in Österreich, die zeitweise für die mobile Radarüberwachung des Bundesheeres im Rahmen des Systems Goldhaube verwendet werden.

### Kulinarik

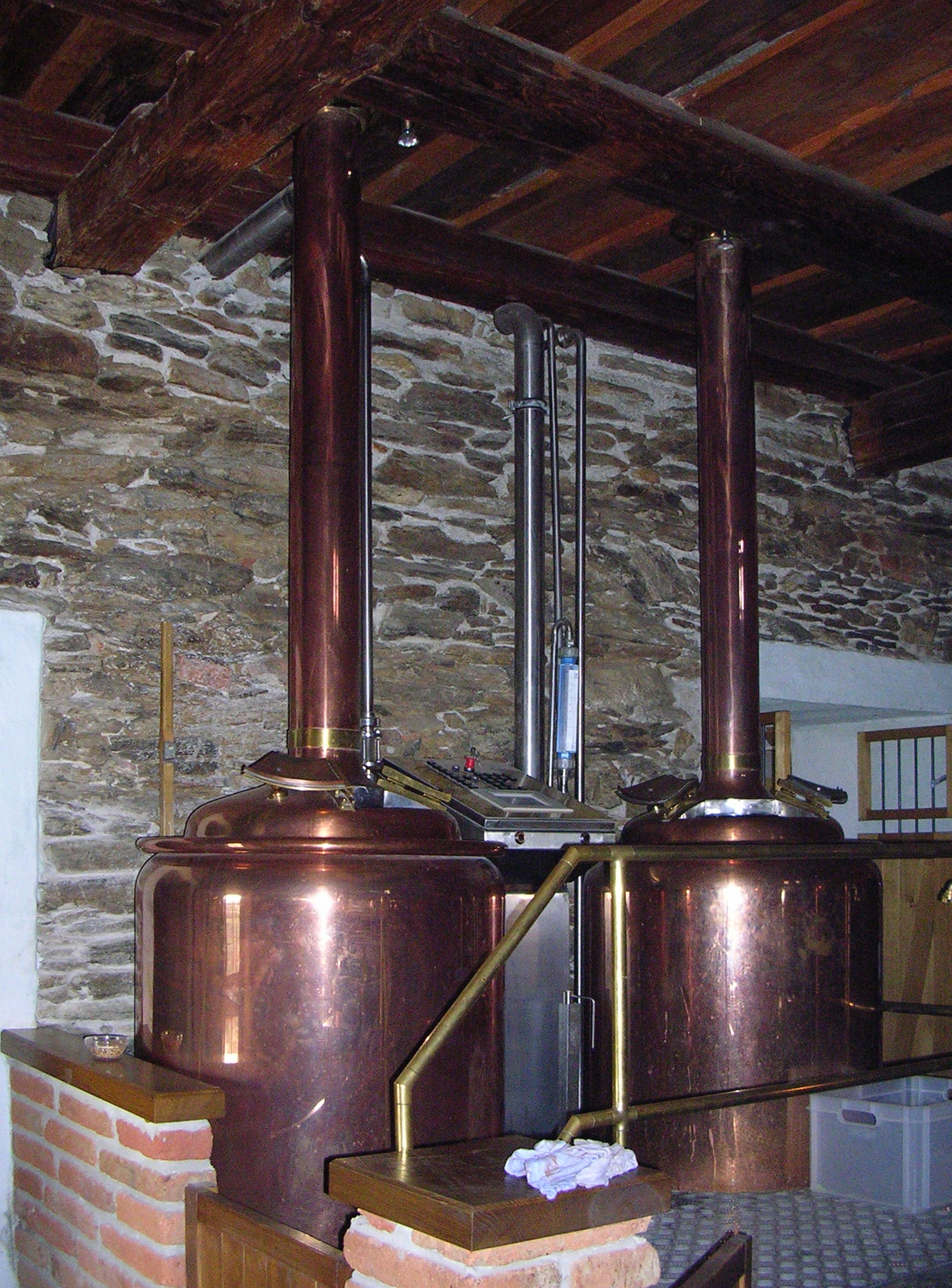
Gasthausbrauerei „Moarbräu“ in Stubenberg, 2006

An lokal produzierten kulinarischen Spezialitäten sind vor allem Bier und Brände zu finden. Unter den aktiven Brauereien in Österreich findet sich seit 2001 in Stubenberg das Moarbräu. Der 1,5 km lange erste Österreichische Schnapslehrpfad beginnt und endet am Hödl Hof.
In der Region um Pöllau und Stubenberg erfunden wurde der Steirische Hirschbirnenbrand.
Vorläufer des Weizer Berglamms wurden von dem Volkskundler Johann Reinhard Bünker beschrieben, der 1897 einen Bauern in Stubenberg beschrieb, der in seinen Ställen Rinder, Schweine und Schafe als Hauptlieferant für Fleisch gehalten haben soll.

## Wirtschaft und Infrastruktur

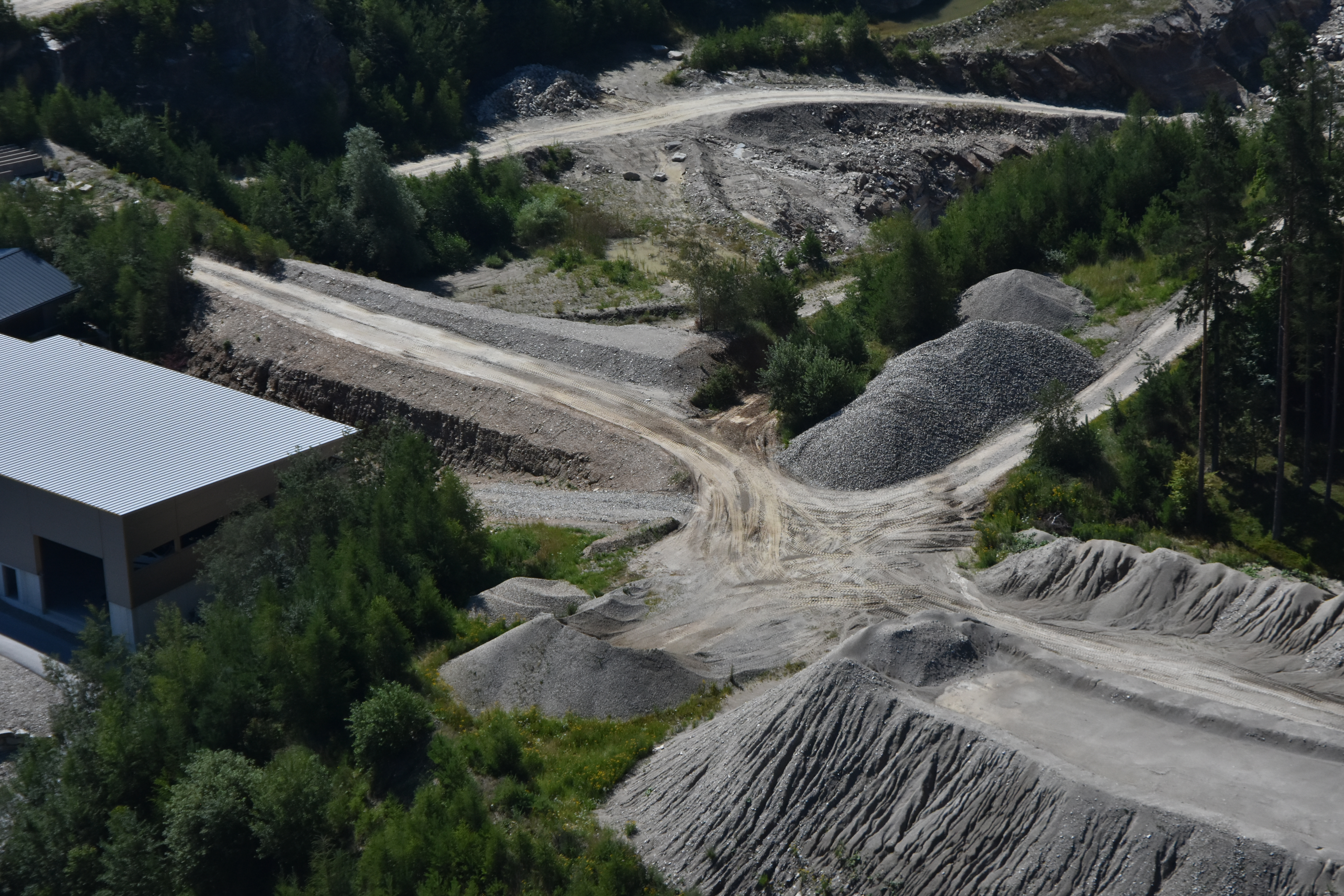
Luftbild der „Hofer Natursteine“, 2020

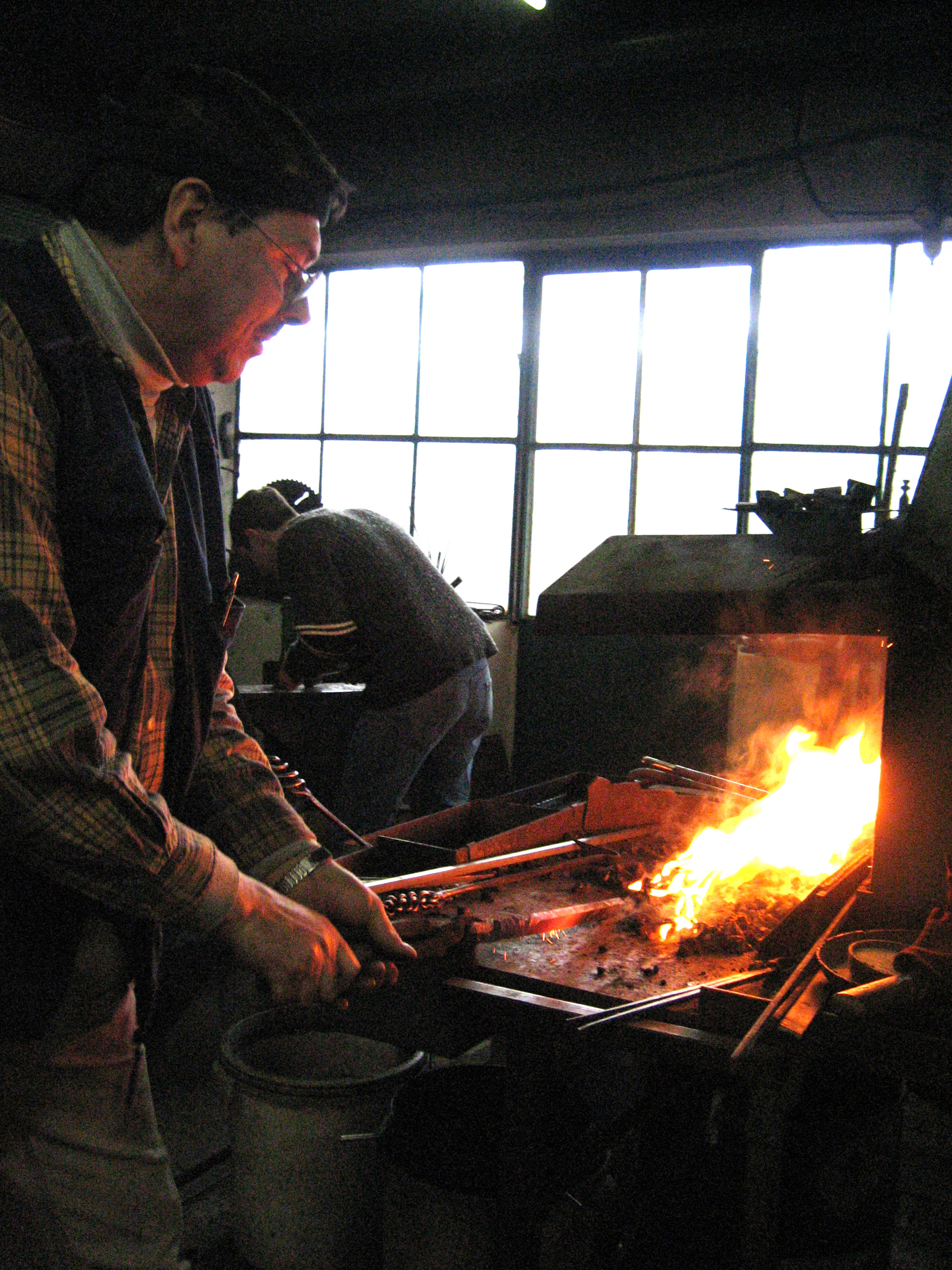
Dorfschmiede Stubenberg, 2006

### Tourismus
Stubenberg ist eine Tourismusgemeinde, die hauptsächlich in der Sommersaison über 150.000 Übernachtungen aufweist und daneben ein beliebtes Tagesausflugsziel mit dem Stubenbergsee und Schloss Herberstein bietet. Die Gemeinde Stubenberg bildet gemeinsam mit Feistritztal, Floing, Puch bei Weiz und Anger den Tourismusverband ApfelLand Stubenbergsee, dessen Sitz in Stubenberg ist. Westlich von Stubenberg befinden sich die Stationen der steirischen Apfelstraße.
Der Ort verfügt über 8 Hotels und 19 Pensionen oder Ferienwohnungen. Die Tierwelt Herberstein wurde von 208.494 Gästen (Stand: 2014) besucht.
Vielfältige Freizeitmöglichkeiten bietet auf 17.000 m² der 1977 eröffnete „Freizeitpark Stubenberg“, der von März bis Oktober geöffnet ist.

### Unternehmen
Industrie ist kaum vorhanden, das Gewerbe sehr lokal geprägt. 14 % der Beschäftigten sind in der Landwirtschaft tätig, 34 % in Gewerbe und 52 % im Dienstleistungssektor.
- Der Ort ist Standort des UNDA Verlages.[45]
- Ein Arbeitgeber ist die Firma Grübl-Automatisierungstechnik GmbH, die sich auf Bioenergie, Anlagen- und Sondermaschinenbau, Gebäudeleittechnik, Elektrotechnik und Photovoltaik spezialisiert hat.[46]
- Als Dienstleister versorgt die „Gepflegt Wohnen Stubenberg GmbH“ ältere Menschen.[47]
- Die regional anstehenden Steine und Mineralien werden abgebaut. So besteht seit dem 1957 die Firma Hofer Natursteine.[48]
- Ein Standort der Talkumfabrik Naintsch, Österreichs einzigem Hersteller von Talk, wurde vor langen geschlossen. Die Nachfolgefirmen gingen in der Imerystalc-Austria auf.[49]
- Die Malermeisterei Martin Kohl[50]
- Die generationsübergreifende Dorfschmiede Tilp in Stubenberg[51]
- Die Sparkasse Pöllau führt seit 1993 eine Filiale in Stubenberg.
- Die Raiffeisenbank Region Gleisdorf-Pischelsdorf unterhält eine Bankstelle in Stubenberg am See[52]

### Öffentliche Einrichtungen
Die für Stubenberg zuständige nächstgelegene Polizeidienststelle ist die Polizeiinspektion Pöllau.
Die Brandbekämpfung ist in der Freiwilligen Feuerwehr Stubenberg mit 70 Mitgliedern (Stand: 2020) organisiert. Die 1893 gegründete Feuerwehr hat seit 2006 ein neues Rüsthaus.
In Stubenberg wird seit 1968 ein barrierefreies Gästehaus vom Blinden- und Sehbehindertenverbandes Steiermark unterhalten, das speziell auf die Bedürfnisse blinder und sehbehinderter Reisender ausgerichtet ist.
Die Gemeinde verfügt über eine öffentliche Bücherei mit angeschlossenem Cafe und Weltladen.

### Bildung
Neben einer Kinderkrippe und einem Kindergarten verfügt der Ort über eine Volksschule, eine Neue Mittelschule sowie eine Ganztagsschule. Weiterhin gibt es in Stubenberg eine Außenstelle der Musikschule Bad Waltersdorf.

### Sport- und Freizeitmöglichkeiten

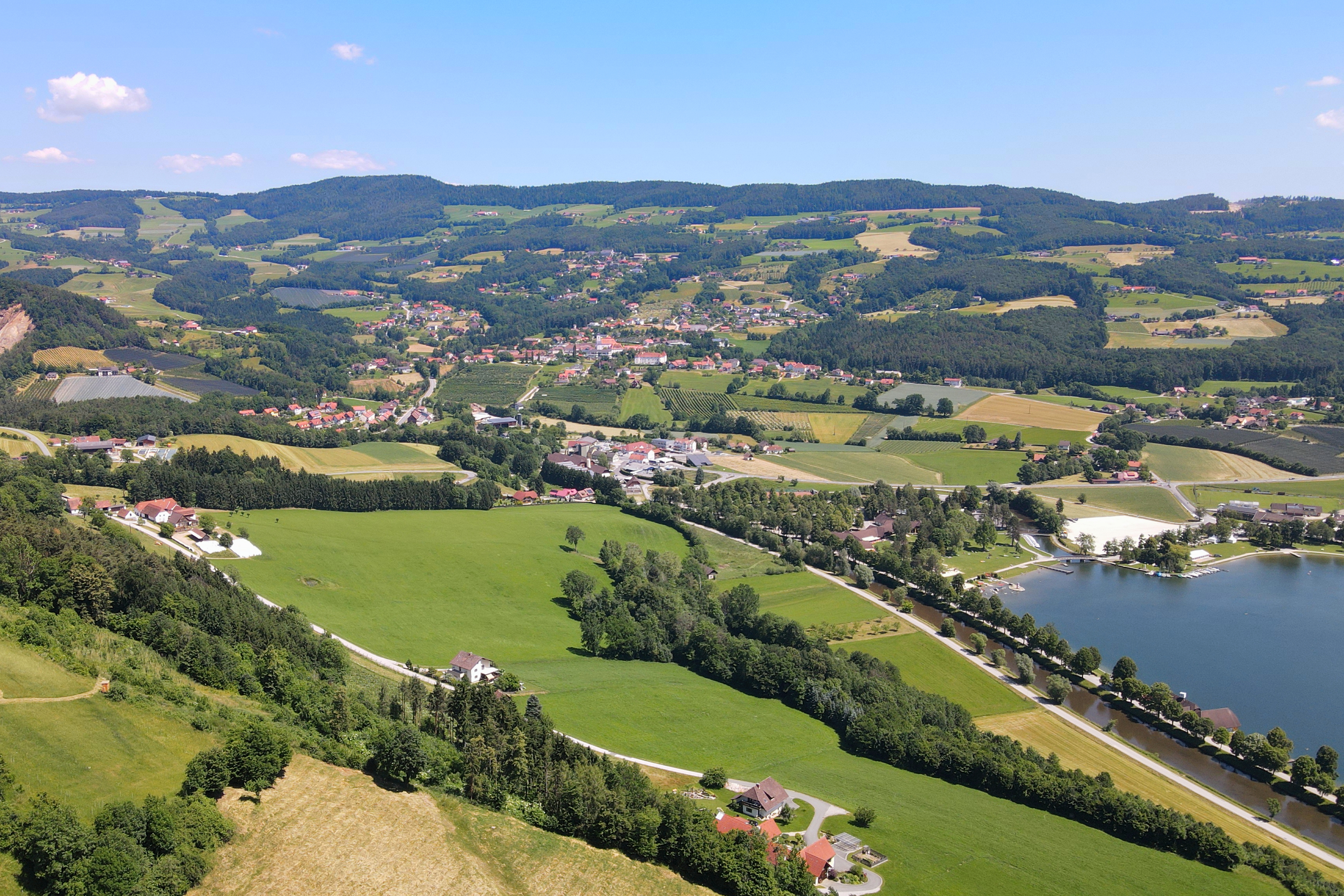
Panorama von Stubenberg, 2021

In Schloss Schielleiten fand vom 14. bis 19. September 1986 die FAI-Europameisterschaft und vom 5. bis 12. September 1987 die FAI-Weltmeisterschaft im Ballonfahren statt. Vom 16. bis 23. März 1995 trainierte die Ukrainische Fußballnationalmannschaft in Schloss Schielleiten.
Ein 3D Bogenparcours wurde im Sommer 2019 in Stubenberg am See eröffnet, er liegt hoch über der Stubenbergklamm (Stubenberg 58).
Meist im Mai findet der „Apfelland Triathlon Stubenberg“ statt, den 2012 Anita Lenti in ihrer Altersgruppe gewann.

### Regelmäßige Veranstaltungen
Beim Stubenberger Seefest 2019 war im August die Spider Murphy Gang zu Gast. Im Jahr 2007 war Stubenberg Teil der Freiluftkonzert-Tour von Christina Stürmer. Im Sommer wird freitags „Cuban Salsa & Rueda de Casino on the Beach am Stubenberg See“ angeboten, meist von Mai bis Anfang September.

### Verkehr
Stubenberg ist über die Rabenwalderstraße L 432, Abzweigung von der L 409, an die Wechsel Straße B 54 von Wiener Neustadt nach Gleisdorf angebunden. Über Hartberg besteht von dort weiter Verbindung zur Süd Autobahn A 2 und damit zur Hauptverkehrsader von Wien nach Graz. Weitere Regionalverbindungen bestehen über die Stubenbergerstraße 433, die Abzweigung von der L 409 sowie die Einmündung in die L 432.
Die nächstgelegene überregionale Busstation liegt in Hirnsdorf, das auf der direkten Busverbindung mit der Linie X30 vom Grazer Busbahnhof zum Hartberg Busbahnhof liegt. Die Linie 337 verbindet Anger mehrmals täglich mit Hartberg über Stubenberg; die RegioBus-Linien 200 und 201 mit der Haltestelle Weiz Zentrum.
Die nächstgelegenen Flughäfen sind der internationale Flughafen Wien-Schwechat (IATA: VIE) im Norden (etwa 160 km) und der Flughafen Graz (IATA: GRZ) im Südwesten (etwa 50 km), weiterhin die regionalen Flugplätze Flugplatz Pinkafeld im Norden (etwa 40 km) und Flugplatz Kapfenberg im Nordwesten (etwa 70 km).

## Politik
Der Gemeinderat umfasst 15 Mitglieder und hat seit den Gemeinderatswahlen in der Steiermark 2020 folgende Mandatsverteilung: 11 ÖVP und 4 SPÖ.

### Bürgermeister
Die Bürgermeister von Stubenberg waren seit 1858:
- 1858–1869: Michael Flois
- 1874–1892: Franz Wilfing
- 1895–1897: Schmallegger
- 1903–1906: Johann Gartler
- 1907–1919: Johann Rammel
- 1919–1938: Peter Schweighöfer
- 1938–1939: Hans Postl (Amtswalter)
- 1939–1945: Johann Wilfinger
- 1945–1955: Josef Kunter
- 1955–1975: Peter Höfler (ÖVP)
- 1975–2000: Josef Stelzer (ÖVP)
- 2000–2014: Franz Hofer (ÖVP)
- 2014–2025: Alexander Allmer (ÖVP)
- seit 2025: Philipp Hirzberger (SPÖ)

| Partei          | 2020             | 2020             | 2020             | 2015             | 2015             | 2015             | 2010             | 2010             | 2010             | 2005             | 2005             | 2005             | 2000             | 2000             | 2000             |
| Partei          | Stimmen          | %                | M.               | St.              | %                | M.               | St.              | %                | M.               | St.              | %                | M.               | St.              | %                | M.               |
| --------------- | ---------------- | ---------------- | ---------------- | ---------------- | ---------------- | ---------------- | ---------------- | ---------------- | ---------------- | ---------------- | ---------------- | ---------------- | ---------------- | ---------------- | ---------------- |
| ÖVP             | 832              | 68,82            | 11               | 909              | 64               | 10               | 845              | 58               | 9                | 744              | 55               | 9                | 586              | 42               | 6                |
| SPÖ             | 317              | 26,22            | 04               | 411              | 28               | 04               | 594              | 41               | 6                | 320              | 23               | 3                | 428              | 31               | 5                |
| FPÖ             | 60               | 04,96            | 0                | nicht kandidiert | nicht kandidiert | nicht kandidiert | nicht kandidiert | nicht kandidiert | nicht kandidiert | nicht kandidiert | nicht kandidiert | nicht kandidiert | nicht kandidiert | nicht kandidiert | nicht kandidiert |
| NEOS            | nicht kandidiert | nicht kandidiert | nicht kandidiert | 106              | 07               | 01               | nicht kandidiert | nicht kandidiert | nicht kandidiert | nicht kandidiert | nicht kandidiert | nicht kandidiert | nicht kandidiert | nicht kandidiert | nicht kandidiert |
| Pro Stubenberg  | nicht kandidiert | nicht kandidiert | nicht kandidiert | nicht kandidiert | nicht kandidiert | nicht kandidiert | nicht kandidiert | nicht kandidiert | nicht kandidiert | 274              | 20               | 3                | 365              | 26               | 4                |
| Wahlberechtigte | 1.888            | 1.888            | 1.888            | 1.980            | 1.980            | 1.980            | 2.002            | 2.002            | 2.002            | 1.863            | 1.863            | 1.863            | 1.743            | 1.743            | 1.743            |
| Wahlbeteiligung | 65,20 %          | 65,20 %          | 65,20 %          | 73 %             | 73 %             | 73 %             | 73 %             | 73 %             | 73 %             | 73 %             | 73 %             | 73 %             | 80 %             | 80 %             | 80 %             |

### Wappen

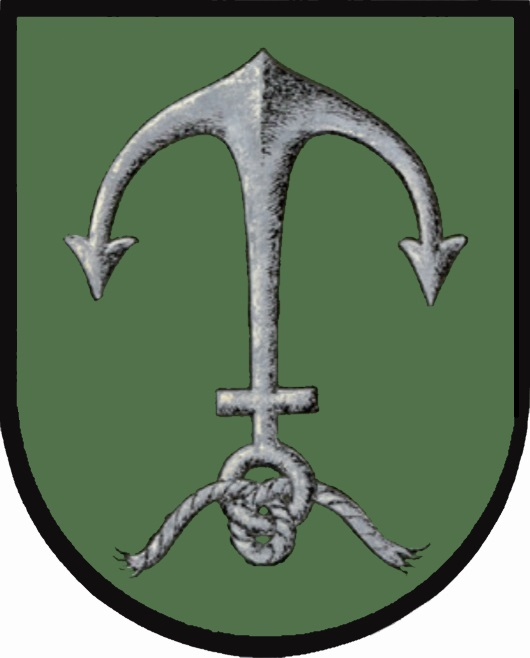
Wappen von Stubenberg seit 1959

Stubenberg führt seit 1. Jänner 1959 ein Gemeindewappen. Die Verleihung erfolgte durch die Steiermärkische Landesregierung am 20. Oktober 1958. Das Stubenberger Wappen greift die Themen des Wappens der Stubenberger auf, des Adelsgeschlechtes, das sich nach der Burg im Gemeindegebiet benannte. Dabei wurde jedoch vom Landesheraldiker Reiner Puschnig die silberne Wolfsangel als gestürzter Anker (fehlinterpretiert und) umgedeutet, weiterhin der Silber-Schwarze Hintergrund durch die steirische Landesfarbe grün ersetzt und aus dem durch den nach unten gekehrten Ring gezogenen stilisierten Zopf der Agnes von Stubenberg ein beiderseits abfliegendes silbernes Tau gemacht.
Blasonierung:
„Im grünen Schild ein silberner, gestürzter Anker mit einem durch den Ring gezogenen silbernen, beiderseits abfliegenden Tau.“

## Persönlichkeiten

### Ehrenbürger und Ehrenringträger
Neben den 13 Ehrenbürgern gab es 7 Ehrenringträger.
Die Ehrenbürger
- 1930: Heinrich Kunter († 1936), Pfarrer
- 1933: August Krenn († 1945)[71], Schulleiter
- 1950: Josef Steinberger († 1961), Priester
- 1955: Erwin Stibenegg († 1989), Bezirkshauptmann
- 1971: Josef Krainer († 1971), Landeshauptmann
- 1971: Franz Wegart, Landtagspräsident[72]
- 1975: Peter Höfler († 1994), Bürgermeister
- 1975: Peter Haider († 1988), Raiffeisenfunktionär
- 1980: Rudolf Strohmeier († 1985), Pfarrer
- 1984: Josef Krainer (1930–2016), Landeshauptmann (1980–1996)[73]
- 2003: Josef Stelzer († 2022), Bürgermeister (1975–2000)[74]
- 2016: Hermann Schützenhöfer (* 1952), Landeshauptmann[75]
- 2017: Franz Hofer, Altbürgermeister von Stubenberg[76]
- 2020: Franz Ranegger, Pfarrer in Stubenberg (1990–2020)[77]

Die Ehrenringträger
- 1959: Richard Durlacher, Radsportler
- 1970: Hans Mandl, Volksschuldirektor
- 1971: Ernst Haas, Beamter
- 1971: Bruno Saurer, Beamter
- 1983: Josef Stelzer, Bürgermeister
- 2021: Reinhard Fürtinger, Medizinalrat, Ehrenring[78]
- 2021: Harald Moser, Medizinalrat, Ehrenring[78]

### Söhne und Töchter der Gemeinde
Die aus Oberfeistritz und Stubenberg stammende Band Neodisco, die von 2009 bis 2015 musizierte, brachte im Jahr 2013 das Lied „Sommer in Stubenberg“ (Columbia / Sony Music) heraus.
- Anton Koller (* 1790), Pfarrer in Weizberg, Ehrendomherr in Seckau
- Richard Durlacher (* 1932), Radrennfahrer
- Josef Hofer (* 1945), Organist und Chorleiter[80]
- Rudi Allmer, Schlosskutscher
- Sibylle Schleicher (* 1960), Schauspielerin, Lyrikerin, Schriftstellerin und Sängerin

### Personen mit Bezug zur Gemeinde
- Franz Puzinger (1897 Wien–1965 Stubenberg), Monteur, Fahrer, Politiker der NS-Zeit[81]
- Gertrude Kolar (1926–2014), mehrfache Turn-Staatsmeisterin und 1. Platz WM 1950 Turnen (Schaukelringe), 2. Platz WM 1950 Turnen (Pferdesprung), 3. Platz WM 1950 Turnen (Mehrkampf)
- Rudolf Gigler (* 1950), österreichischer Schriftsteller
- Stefan Karch (* 1962), Kinder- und Jugendbuchautor, Illustrator und Puppenspieler
- Elisabeth Rumpf (* 1974), mehrfache Kickbox-Staatsmeisterin und drei Mal Weltmeisterin
- Roman Durlacher (* 1978), Kickbox-Staatsmeister und Kickbox-Weltmeister (Leichtkontakt) 2021

## Sonstiges

### Mediale Rezeption
Die dritte Sendung der 5. Staffel der Berggespräche, einer seit 2013 von ORF III ausgestrahlten Sendung, über das Apfelland wurde in Stubenberg gedreht; Gäste der Moderatorin Jasmin Devi waren am 21. Mai 2016 die Kernölamazonen.
Am 27. Juni 2016 war die Sendung Guten Morgen Österreich während ihrer Guten Morgen Österreich Tour in Stubenberg.
Der 2023 entstandene Film Steirerschuld der Fernsehreihe Landkrimi Steiermark wurde teilweise am Stubenbergsee gedreht.